# Ca la Sèbia
Ca la Sèbia és una casa de Dosrius (Maresme).

## Descripció
Edifici cantoner amb un petit pati davanter, delimitat del carrer mitjançant una tanca d'obra amb porta de ferro. Presenta una planta rectangular, amb la coberta de teula àrab de dues vessants i el carener paral·lel a la façana principal. Està distribuït en planta baixa, pis i golfes. La façana principal, orientada al carrer, presenta cinc portals i un finestral d'obertura rectangular força reformats. Al pis destaquen quatre finestrals rectangulars que tenen sortida a dos balcons correguts amb les llosanes motllurades i baranes de ferro. Damunt d'aquestes obertures hi ha quatre forats de ventilació de la coberta, Són rectangulars i estan protegits amb gelosia ceràmica. La façana està rematada amb una simple cornisa rectilínia. La resta de paraments compten amb senzilles obertures rectangulars. De la façana posterior destaquen dos llargs balcons correguts amb les llosanes bastides amb revoltons i baranes de ferro. La construcció presenta tant la façana principal com la posterior arrebossades i emblanquinades, amb un sòcol d'aplacat de pedra a la façana principal.

## Història
L'any 1933, la propietària de ca la Miguelita (casa veïna) va demanar permís a l'ajuntament per construïr una altra casa al costat de la seva, en la zona de servitud. No obstant això, l'edifici no fou construït fins després de la guerra Civil espanyola, probablement vers l'any 1940. Ha tingut diversos usos al llarg del temps: casa d'estiueig, locals comercials o locals destinats a la restauració.